# Émilien Maillard
Pour les articles homonymes, voir Maillard.
Jules Émilien Maillard, né le 24 février 1818 à Angers et mort le 3 aout 1900 à Ancenis, est un historien français.

## Biographie
Jules Émilien Maillard est le fils de René Maillard, notaire à Angers, ami de David d'Angers qui l'a peint et a fait des médaillons de lui, et d'Adélaïde Poupart. Marié, le 12 février 1844 à Ancenis, avec Adèle Marie Delaunay, fille de l'avoué Désiré Delaunay et de Marie Guilbaud, il est le grand-père de Jean Maillard.
Après ses études de droit, il s'inscrit comme avocat au barreau avant de s'installer comme notaire à Ancenis (1844-1871). Il devient premier suppléant du juge de paix du canton d'Ancenis en 1848. Directeur de la Caisse d'épargne d'Ancenis, il prend la présidence de la commission des directeurs en 1870.
Président de la commission municipale provisoire en septembre 1870, il devient maire d'Ancenis l'année suivante, charge qu'il assure jusqu'en 1882. Il est nommé sous-préfet par intérim de l'arrondissement d'Ancenis du 1er avril au 27 juillet 1871. Il est élu conseiller d'arrondissement pour le canton d'Ancenis en 1873, devenant vice-président du conseil d'arrondissement en 1874.
Très impliqué dans la vie locale et les œuvres, délégué cantonal pour l'Instruction publique, il devient président du bureau d'assistance judiciaire d'Ancenis (1866), de la commission de bienfaisance d'Ancenis (1870), de la commission administrative de l'Hospice d'Ancenis (1870), de la commission administrative de la caisse des écoles d'Ancenis (1871), qu'il a fondée, et de la société de secours mutuel d'Ancenis (1871).
Émilien Maillard a fait, sous son nom ou sous le nom de plume de « Un notaire », œuvre d’historien local sur la région de Nantes, au sujet de laquelle il a publié de nombreux travaux, notamment l’Art à Nantes au XIXe siècle et Nantes et le département au XIXe siècle, toujours utilement consultés pour la biographie des écrivains et des artistes d’origine nantaise.

## Distinctions
- Officier d'académie
- Officier de l'Instruction publique
- Chevalier de la Légion d'honneur

## Hommages
- Lycée Joubert-Émilien Maillard, Ancenis-Saint-Géréon

## Publications
- Le Coteau de la Magdeleine, près de Varades.
- Le Bourg de Batz : monuments et paysage industrie et coutumes, [s.l.], [s.n.], [s.d.], 6 p. (lire en ligne sur Gallica).
- Réformes à apporter à l'institution notariale, 1846.
- Le Sorcier, légende du XVe siècle, 1861.
- Oudon, 1863.
- Un gentilhomme de la Régence, 1876.
- Histoire d'Ancenis et de ses barons, Nantes, Vincent Forest et Émile Grimaud, 1881, 2e éd., vi-718, in-8° (lire en ligne sur Gallica)
- M. Waldeck-Rousseau, ministre de l'intérieur, 1882.
- La Tour d'Oudon, 1882.
- Étude sur J.-J. Rousseau, Paris, G. Balitout et Cie, 1886, 62 p., 1 vol. in-8° (lire en ligne sur Gallica).
- L'Art à Nantes au XIXe siècle, 1888.
- Nantes et le département au XIXe siècle, littérateurs, savants, musiciens et hommes distingués, 1891.
- Étude sur le sommeil et ses phénomènes, aux points de vue physiologique, psychologique, littéraire et artistique, 1893.
- Le Cercle de lecture d'Ancenis, 1894.
- La Navigation au point de vue des progrès généraux des peuples, 1896.